# 9749 Van den Eijnde
9749 Van den Eijnde è un asteroide della fascia principale. Scoperto nel 1989, presenta un'orbita caratterizzata da un semiasse maggiore pari a 2,4448807 UA e da un'eccentricità di 0,1271492, inclinata di 2,82985° rispetto all'eclittica.